# إلوين فريدريك
إلوين فريدريك هو مدرب هوكي جليد سويسري، ولد في 25 يوليو 1933 في أمريسفيل في سويسرا، وتوفي في 2 فبراير 2012 في Grancia ‏ في سويسرا.

## وصلات خارجية
- إلوين فريدريك على موقع EliteProspects.com (الإنجليزية)
- إلوين فريدريك على موقع Eurohockey.com (الإنجليزية)
- إلوين فريدريك على موقع أوليمبيديا (الإنجليزية)